# Antoine Gaspard Grimod de La Reynière
Pour les articles homonymes, voir Grimod et La Reynière.
Antoine Gaspard Grimod de La Reynière est un financier français, né à Lyon le 20 octobre 1687 et mort à Paris, le 10 février 1754.

## Biographie
Gaspard Grimod ou Grimaud est né le 20 octobre, il est baptisé le 22 octobre en l’église Saint-Paul de Lyon .
Seigneur de la Reynière, Antoine Gaspard est le fils d’Antoine Grimod (1647-1724), seigneur de Montgelas et de Marguerite Le Juge (1654-1758), dame d’Aubais. Il rachète, en 1722, la charge de fermier général des postes à son beau-frère Jean Le Juge. 
Gaspard s’est marié en premières noces à Marie-Anne-Jeanne Labbé, qui meurt en 1730. C'est en 1734 que le fermier général épouse Marie-Madeleine de Mazade, fille d'un riche confrère, Laurent Mazade. 

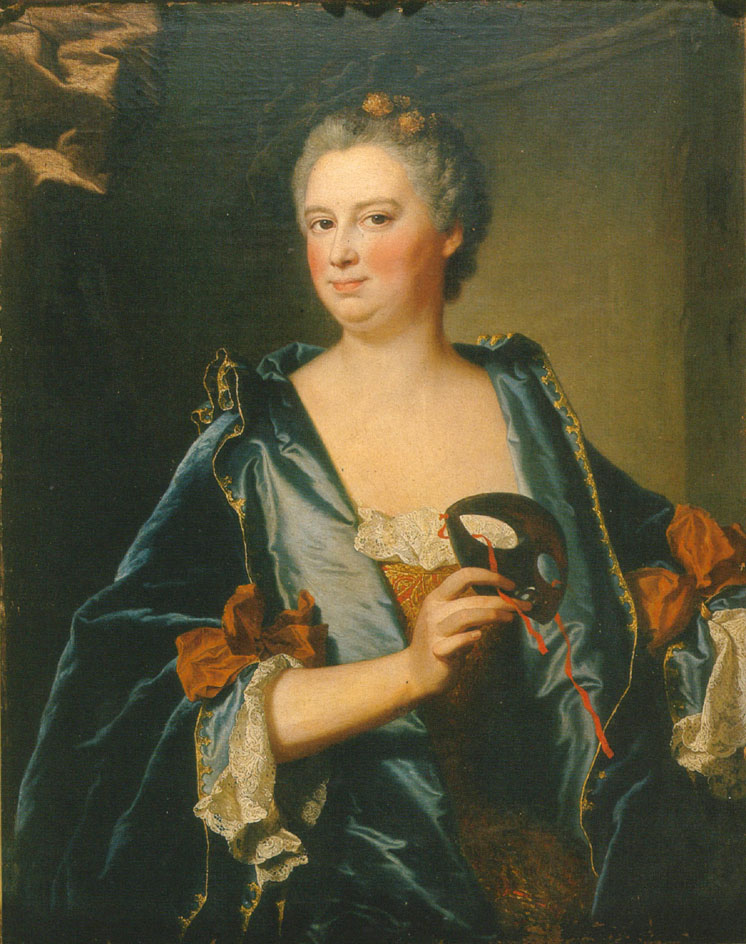
Madame Grimod de La Reynière, née Marie-Madeleine Mazade par Hyacinthe Rigaud - 1734

À la mort son beau-père, Gaspard et son épouse héritent de biens d’une valeur équivalente à 630 000 livres et, en 1740, leur fortune leur permet d'acquérir la propriété, terre et seigneurie de Clichy-la-Garenne pour 240 000 livres. Six ans plus tard, ils prennent possession des fiefs de Monceaux et de celui de Liancourt pour la somme de 14 000 livres. En 1747, ils achètent un hôtel et ses dépendances situés rue des Petits-Champs, vis-à-vis de la rue des Bons-Enfants, le tout pour 300 000 livres. À sa mort, sa masse successorale s'élève à 14 millions de livres.
Parmi les objets précieux de son inventaire, on note bijoux et porcelaines de Saxe. C'est le pastelliste Jean Valade qui est chargé de procéder à la prisée des quelque dix tableaux que possédait le défunt, maigre volume comparé à ceux de son fils et de son frère, Grimod du Fort, qui commanda à Natoire une célèbre série de tapisseries.
Marie-Madeleine Mazade-Grimod se remarie avec Charles de Masso, marquis de La Ferrière, le  25 février 1756. À la mort de Marie-Madeleine, le marquis de La Ferrière était qualifié de lieutenant général des armées du roi, ancien lieutenant des gardes du corps du roi, sénéchal de Lyon et de la province du Lyonnais.
Son fils aîné, Laurent, est également fermier général, tandis que son petit-fils devient l'illustre critique gastronome Alexandre Balthazar Laurent Grimod de La Reynière.

## Iconographie
- Comme son père avant elle, Marie-Madeleine Mazade commande à Hyacinthe Rigaud son portrait, en 1734 contre 600 livres[3] de même que son époux, pour le même prix[4].

- Les époux s’étaient également fait portraiturer par Maurice Quentin de La Tour ; leurs effigies furent présentées au Salon de 1751[5].